# Criptosistema
En criptografía, un criptosistema o sistema criptográfico es un conjunto de algoritmos criptográficos necesarios para implementar un servicio de seguridad particular, generalmente para conseguir confidencialidad (encriptación).
Típicamente, un criptosistema consta de tres algoritmos: uno para la generación de clave, uno para la encriptación, y uno para la desencriptación. El término algoritmo criptográfico es a menudo utilizado para referirse a un par de algoritmos, uno para encriptación y uno para desencriptación. Por tanto, el término criptosistema es más a menudo utilizado cuándo el algoritmo de generación de clave es importante. Por esta razón, el término criptosistema es generalmente utilizado para referirse a técnicas de claves públicas; aun así ambos términos "algoritmo criptográfico" y "criptosistema" son utilizados para técnicas de clave simétrica.

## Definición formal
Matemáticamente, un criptosistema o esquema de cifrado puede ser definido como una tupla {\displaystyle ({\mathcal {P}},{\mathcal {C}},{\mathcal {K}},{\mathcal {E}},{\mathcal {D}})} con las siguientes propiedades.
1. {\displaystyle {\mathcal {P}}} es un conjunto denominado el "espacio de texto plano". Sus elementos se denominan textos planos.
2. {\displaystyle {\mathcal {C}}} es un conjunto denominado el "espacio de texto cifrado". Sus elementos se denominan textos cifrados.
3. {\displaystyle {\mathcal {K}}} es un conjunto denominado el "espacio de clave". Sus elementos se denominan claves.
4. {\displaystyle {\mathcal {E}}=\{E_{k}:k\in {\mathcal {K}}\}} es un conjunto de funciones {\displaystyle E_{k}:{\mathcal {P}}\rightarrow {\mathcal {C}}}. Sus elementos se denominan "funciones de cifrado".
5. {\displaystyle {\mathcal {D}}=\{D_{k}:k\in {\mathcal {K}}\}} es un conjunto de funciones {\displaystyle D_{k}:{\mathcal {C}}\rightarrow {\mathcal {P}}}. Sus elementos se apellidan "funciones de descifrado".

Para cada {\displaystyle e\in {\mathcal {K}}},  hay {\displaystyle d\in {\mathcal {K}}} tal que {\displaystyle D_{d}(E_{e}(p))=p} para todo {\displaystyle p\in {\mathcal {P}}}.
Nota; típicamente esta definición está modificada para distinguir un esquema de cifrado como un tipo de criptosistema de clave simétrica o de clave pública.

## Ejemplos
Un ejemplo clásico de un criptosistema es el Cifrado César. Un ejemplo más contemporáneo es el criptosistema RSA.
El sistema criptográfico de Paillier es otro ejemplo utilizado para preservar y mantener la privacidad y la información sensible. Se utiliza en votaciones electrónicas, loterías electrónicas y subastas electrónicas.